# Augusto Pedro de Souza
Augusto Pedro de Souza, auch bekannt als Augusto César,  (* 5. November 1968 in Brasília) ist ein ehemaliger brasilianischer Fußballspieler und aktiver -trainer.

## Karriere
Augusto begann seine Karriere 1987 bei SE Gama. Danach spielte er bei CR Vasco da Gama und America FC (RJ). 1992 unterschrieb er einen Vertrag beim Erstligisten Goiás EC. 1993 stieg der Verein ab, aber gleich darauf wieder auf. Von 1997 bis 1999 war er bei Portuguesa unter Vertrag. 1999 wechselte er zu SC Corinthians. Mit dem Verein wurde er 1999 brasilianischer Meister. 2000 gewann er mit dem Verein den FIFA-Klub-Weltmeisterschaft. Von 2000 bis 2001 war er außerdem noch bei den Vereinen Botafogo FR und América Mineiro unter Vertrag. 2001 unterschrieb er einen Vertrag beim japanischen Erstligisten Kashima Antlers. Mit dem Verein wurde er 2001 japanischer Meister. 2002 gewann er mit dem Verein den J.League Cup. 2003 wechselte er zum Zweitligisten Kawasaki Frontale. 2004 feierte er mit dem Verein die Zweitligameisterschaft und den Aufstieg in die erste Liga. 2006 kehrte er nach Brasilien zurück und unterschrieb einen Vertrag bei Brasiliense FC. Danach spielte er bei SE Gama, Paranoá EC und Brasília FC. Ende 2009 beendete er seine Karriere als Fußballspieler.

## Erfolge
SC Corinthians
- Brasilianischer Meister: 1999
- FIFA-Klub-Weltmeisterschaft: 2000

Kashima Antlers
- Japanischer Meister: 2001
- Japanischer Ligapokalsieger: 2002